# Монгольская Википедия
Монго́льская Википе́дия (монг. Монгол Википедиа) — раздел Википедии, свободной общедоступной многоязычной универсальной интернет-энциклопедии, на монгольском языке. Расположена по адресу http://mn.wikipedia.org/. Создана 28 февраля 2004 года. По состоянию на 16 июля 2025 года монгольский раздел Википедии содержит 25 827 статей, а число активных участников невелико — 104 человека (август 2011), в то время как число зарегистрированных участников составляет 19 105 человек. Общее число страниц, включая страницы обсуждения, перенаправления и прочее, составляет примерно 22 тысячи, файлов загружено около 600. Глубина статей 42,7. В Монгольской Википедии 7 администраторов. Слово Википедиа (Википедия) заканчивается на А, так как окончание на Я несвойственно монгольскому языку.

## Развитие
Рост монгольской Википедии довольно интенсивный:
- 17 ноября 2011 года — 6 900 статей.
- 1 февраля 2012 года — 7 593 статьи.
- 15 сентября 2012 года — 8 018 статей[6].
- 10 мая 2023 года — 22 067 статей.
- 31 января 2025 года - 25 087 статей.

По числу статей на 31 января 2025 года (25 087) она находится на 125 месте среди всех языковых разделов Википедии.
Количество правок также постоянно увеличивается:
- 1 февраля 2012 года — 273 497 правок[7].
- 15 сентября 2012 года — 302 001 правка.
- 10 мая 2023 года — 728 966 правок.

Монгольская Википедия пишется исключительно на монгольском языке. В Монгольской Википедии имеются две заглавные страницы: Нүүр хуудас и Нүүр хуудас/2.

## Проблемы
Основными проблемами монгольской Википедии являются недостаток активных участников и авторитетных письменных источников на монгольском языке.